# Okrouhlá Radouň
Okrouhlá Radouň – wieś i gmina w Czechach, w powiecie Jindřichův Hradec, w kraju południowoczeski. Według danych z dnia 1 stycznia 2014 liczyła 196 mieszkańców.